# Fuchsia triphylla
Fuchsia triphylla là một loài thực vật có hoa trong họ Anh thảo chiều. Loài này được L. mô tả khoa học đầu tiên năm 1753.

## Hình ảnh

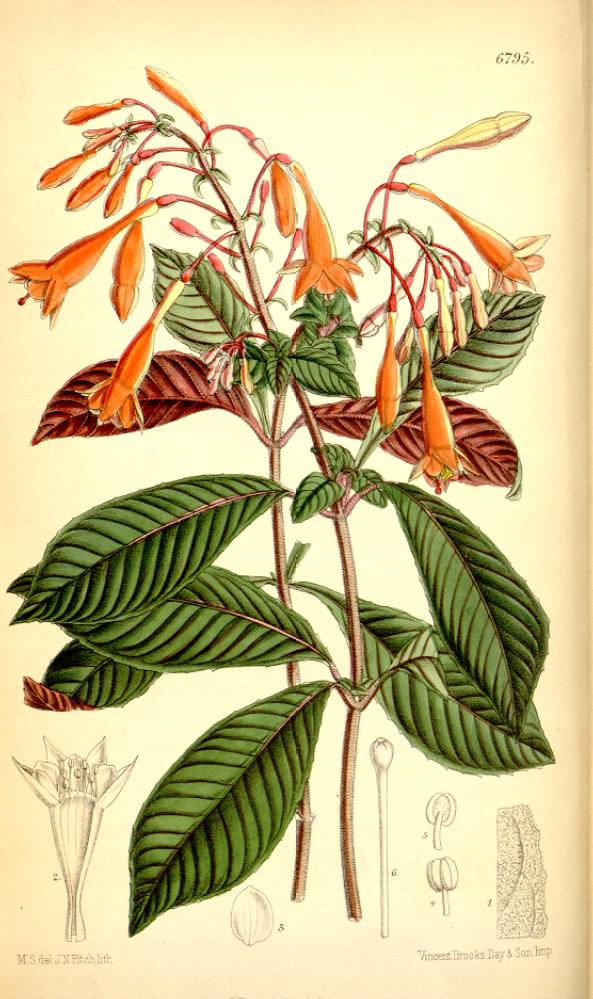

- Tập tin:Fuchsia triphilla var gartenmeister bonstedt WPC.jpg